# Grad Wassenberg
Grad Wassenberg je višinski grad na "Burgbergu" na 92 m n.m. nad mestom Wassenberg (Kirchstrasse/Burgstrasse) v okrožju Heinsberg v Severnem Porenju-Vestfaliji.

## Zgodovina
Zgodovina gradu in mesta Wassenberg sta tesno povezana. Leta 1020 ga je cesar Henrik II. podaril grad in kraj Wassenberg Gerardusu iz Antoinga. Odslej se je imenoval Gerhard grof Wassenberški in tako ustanovil grofovsko rodbino Wassenberških, ki je po štirih generacijah ustanovila grofijo Geldern na gradu Wassenberg. Grad Wassenberg pa obstaja že veliko dlje. Prejšnja zgradba je bila verjetno rimska utrdba. Po sodelovanju grofa Gerarda III. Wassenberškega v križarski vojni (nami) podaril baziliko sv. Jurija in pripadajoči samostan. Gerard IV. grof Wassenberški je leta 1118 dokončal izgradnjo samostana in dal zgraditi cerkev, ki je bila odprta 30. septembra 1118 in jo je posvetil lièški škof Otbert. Leta 1131 se je Juta Wassenberška, Gerhardova sestra, poročila z Walramom Limburškim in tako pripeljala Wassenberg v Limburg. Ker je družinska linija grofov Wassenberških zdaj nadaljevala grofijo Geldern, se je leta 1202 sin vojvode Henrika Limburškega, ki je podedoval grad in zemljo Wassenberg, lahko imenoval samo "gospod Wassenberški". Wassenberg je dobil mestne pravice že leta 1273, ki so bile potrjene z občinsko reorganizacijo leta 1972.

## Opis
Grad Wassenberg je poleg Kleveja in Liedberga eden od le treh gradov na vrhu hriba v Spodnjem Porenju. Danes ohranjeni deli gradu na hribu znotraj mestnega obzidja so skoraj vsi iz leta 1420. Štirinadstropni bergfrid iz prve polovice 15. stoletja stoji na griču, ki se spušča na vse strani,i je zidan z opeko in danes služi kot razgledni stolp s pogledom na Rursko dolino. Na jugozahodni strani hriba je vhodni stolp z obokanim prehodom. V notranjosti je še ohranjen gotski šilasti lok. Zgornje nadstropje in strešni pokrov sta iz 18. stoletja stoletja.
Grad Wassenberg se od 15. novembra 2018 uporablja kot restavracija pod imenom “Burg Wassenberg by Savio”. Hotel je bil delno prenovljen in ponovno odprt maja 2019.

## Spletne povezave
- Eintrag  zu Wassenberg in der wissenschaftlichen Datenbank „EBIDAT“ des Europäischen Burgeninstituts
- Geschichte der Stadt Wassenberg
- Geschichte der Burg und der Stadt Wassenberg